# Czechosłowacki Batalion Inżynieryjny
Czechosłowacki Batalion Inżynieryjny (ros. Чехословацкий инженерный батальон) – oddział wojskowy Armii Ochotniczej złożony z Czechów i Rosjan podczas wojny domowej w Rosji.
Oddział został sformowany 11–13 lutego 1918 r. w stanicy Oglinskaja podczas reorganizacji Armii Ochotniczej po rozpoczęciu 1 Kubańskiego (Lodowego) Marszu. Na jego czele stanął kpt. Iwan Nemetcik. Batalion liczył ok. 250 żołnierzy. W jego skład wchodził jako jedna z kompanii złożony z Rusinów Oddział Karpacko-Rosyjski. Po zakończeniu Marszu batalion został rozformowany latem 1918 r.